# Napoleón Solo

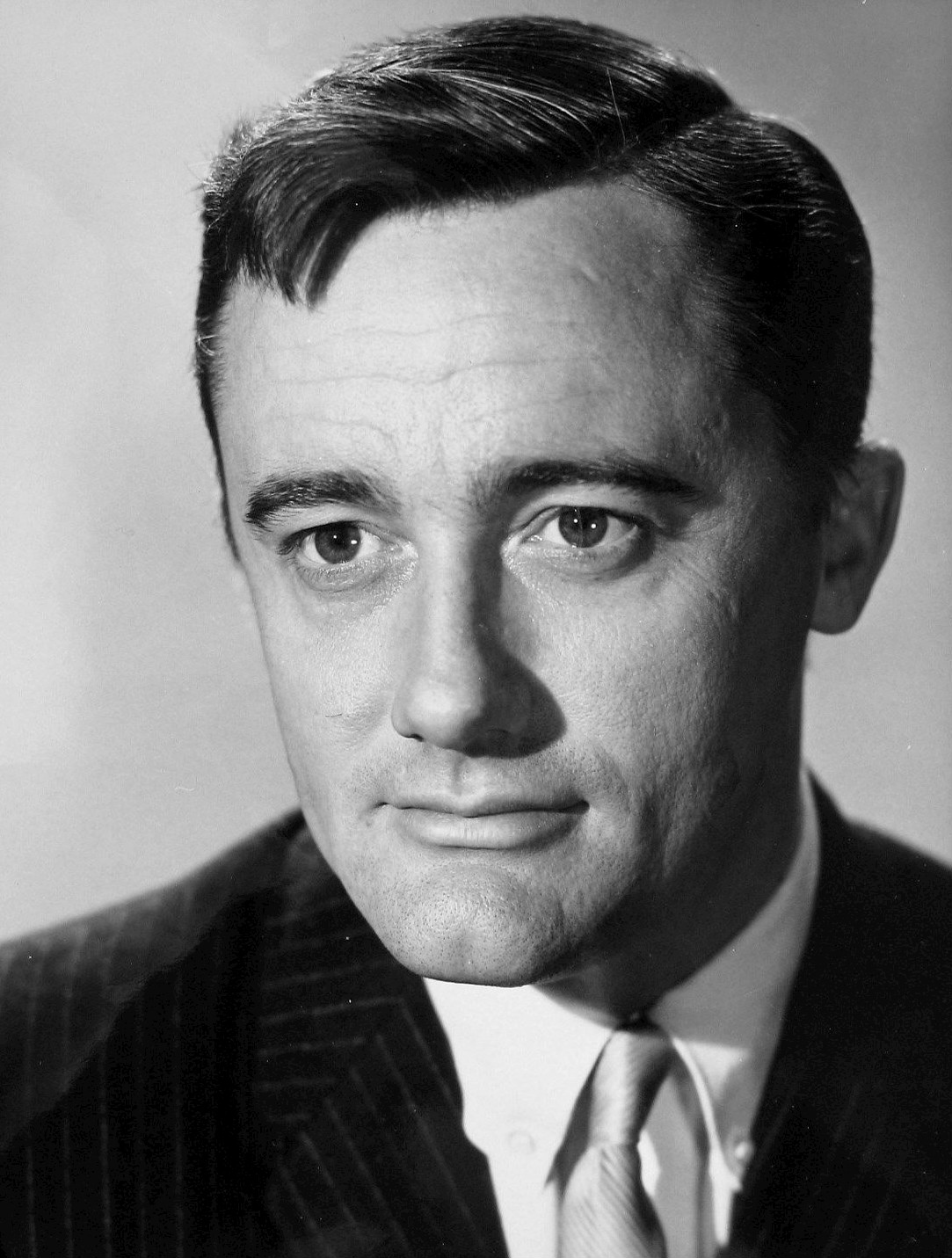
Robert Vaughn interpreta a Napoleón Solo.

Napoleón Solo es un personaje de ficción de la serie de televisión estadounidense El Agente de C.I.P.O.L., emitida por la cadena NBC desde septiembre de 1964 hasta enero de 1968. El título original en inglés era The Man from U.N.C.L.E.. La serie narraba la historia de una pareja de espías internacionales protagonizada por Robert Vaughn como Napoleón Solo y David McCallum como Illya Kuryakin. Vaughn reencarnó el rol de Solo para una película de televisión El retorno del Agente de Cipol: El caso de los 15 años después, en el año 1983.
Muchos años más tarde, el personaje fue interpretado por Henry Cavill en la película de 2015 The Man from U.N.C.L.E..

## Antecedentes
El personaje fue creado por Ian Fleming como una pequeña versión televisiva de James Bond. En efecto, Solo tiene carisma, sofisticación, eficacia y una enorme debilidad por las mujeres hermosas (al igual que Bond). Sin embargo, Solo es notablemente menos intenso y brutal que el famoso espía inglés, de hecho, sus modales suaves y su estilo tan relajado recuerdan más a una versión joven de Cary Grant. En el concepto original de la serie, Solo era canadiense, sin embargo, a lo largo del show el personaje lo mostraba como indudablemente estadounidense.
Solo era el número uno de la Sección Dos del área de Operaciones de U.N.C.L.E. En la primera temporada (que fue realizada en blanco y negro) se podía leer claramente en su identificación el número romano II, indicando que era el líder de la Sección Dos. Sin embargo, en la siguiente temporada (filmada enteramente en colores), Vaughn exhibía una nueva identificación en colores con el número 11. Este error deslizado aquí nunca fue corregido hasta el final de la serie.
La idea original era que Napoleón Solo fuera el personaje principal, quien tendría el foco principal de la serie. Sin embargo, la enorme popularidad cosechada por el agente soviético Illya Kuryakin (interpretado por David McCallum), elevó su status a coestrella de la tira. La mayoría de los episodios dedican tiempos idénticos en pantalla a Solo y a Kuryakin, y de hecho, gran parte del éxito del programa se debió precisamente a la excelente química lograda entre Vaughn y McCallum.

## Personalidad

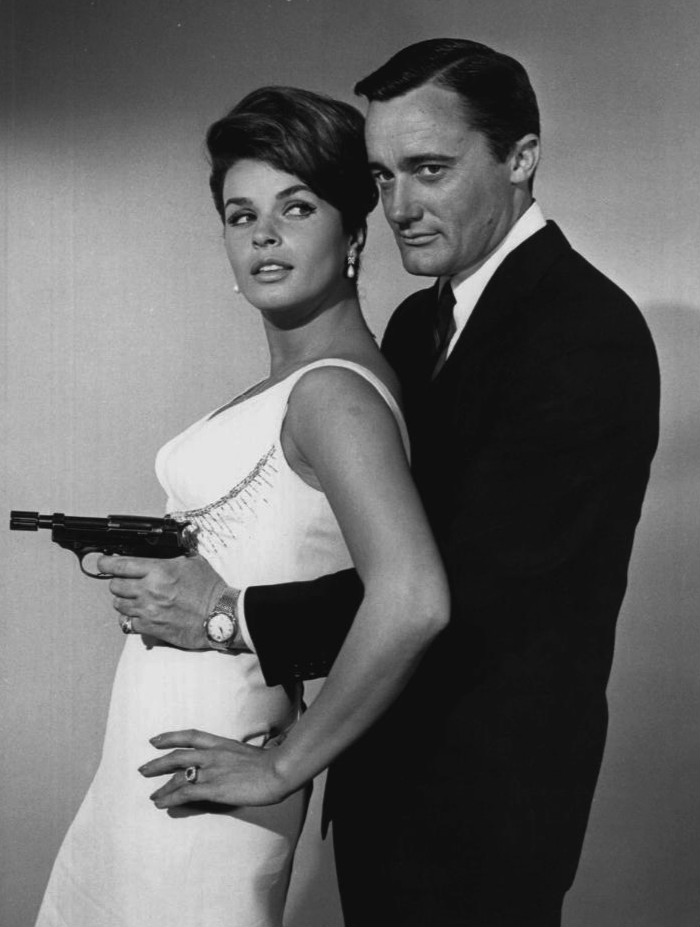
Robert Vaughn junto a Senta Berger en un episodio de El Agente de C.I.P.O.L..

Los dos caracteres son, en diferentes aspectos, polos opuestos: Solo es urbano, seguro de sí mismo, encantador y relajado; y por su parte, Kuryakin es reservado, intelectual e intenso. La realidad es que poco se sabe de este último, únicamente que es su socio georgiano, pero aun así, es más que claro que de los dos hombres, Solo es un tipo más accesible y fácil de tratar que Kuryakin.
Solo vestía muy bien y tenía una notoria preferencia por trajes y corbatas caras y elegantes. Su corte de cabello y su estilo de vestimenta no cambiaron durante las tres primeras temporadas, pero en la cuarta (y última) tanto Vaughn como McCallum dejaron se crecer el pelo y comenzaron a utilizar ropa más a la moda (tal como trajes de doble pechera), de manera de reflejar la evolución de modas de los años 60 en las que la tira en sí misma había influido.  
En cuestiones personales, en el episodio 19 de la primera temporada se menciona que Solo sirvió en la guerra de Corea. No se sabe demasiado de sus familiares directos, sin embargo en el episodio 6 de la primera temporada se menciona que uno de sus abuelos fue un almirante y el otro un embajador. Ambos, Solo y Kuryakin, tienen un amplio conocimiento de poesía inglesa. Es sabido que Solo es graduado universitario, pero también que se diferencia de Kuryakin ya que no tiene el amplio conocimiento de ciencia y tecnología que tiene el espía soviético. Solo sabe artes marciales y está en condiciones de pilotar aviones y helicópteros.
Al igual que Bond, Solo es un mujeriego incorregible. En la guía de prensa de la primera temporada, se puede leer la perspectiva 'democratizadora' de Solo respecto de las mujeres, y se hace utilizando una cita de la novela alegórica de George Orwell escrita en 1947 acerca de la Revolución Bolchevique, Rebelión en la Granja: "Napoleón Solo cree que todas las mujeres son creadas iguales, sólo que algunas son más iguales que otras". 
Sería muy extraño ver en pantalla a Solo tratando a una mujer de una forma que no sea con el máximo respecto o afección, pero no obstante mantener relaciones con incontables mujeres, nunca en las cuatro temporadas se lo vio envuelto en una relación amorosa de largo plazo. Aunque nunca se mencionó durante la emisión de los episodios, una de las ideas originales al momento de describir los antecedentes de Solo sugería que había estado casado de más joven, pero que había perdido a su esposa en un accidente automovilístico luego de apenas un año de matrimonio. La única exnovia que se le conoció a Solo en pantalla es Clara (episodio 14 de la primera temporada), de la cual se rumorea que Solo quedó con el corazón destrozado luego de finalizar la relación con ella. También se menciona tener una relación intermitente con una femme fatale llamada Angelique (en el episodio 5 de la primera temporada), situación similar con Serena (episodio 8 de la misma temporada) y Narcissus (episodio 26 de la segunda temporada); aunque también varias agentes femeninas de U.N.C.L.E. caen en sus garras, tal como Wanda (protagonizada por la actriz Leigh Chapman). A veces Solo se interesa por otras relaciones románticas e incluso se involucra en algunas cuestiones en más de una ocasión, tal como por ejemplo en el episodio 14 de la última temporada, en la que increpa duramente a Mr. Waverly por impedir el casamiento de otro agente de U.N.C.L.E.
Sus encantos y habilidades sociales son sus armas más poderosas, ya que le permiten manipular prácticamente cualquier situación para su propio provecho. Solo tiene plena consciencia de sus habilidades en estos terrenos. Por ejemplo, cuando en el episodio 8 de la tercera temporada su compañero Kuryakin lo encuentra una vez más coqueteando con una chica y casi exasperado le pregunta "¿nunca lo vas a detener, no?", Solo le responde -con tono burlón- "Cuando uno lo tiene, lo tiene... y yo ¡lo tengo!". Pero aun así, hay cierto idealismo en el corazón del personaje de Solo. En el episodio 7 de la primera temporada se ofrece el siguiente resumen respecto del personaje de Solo: "Para un hombre como tú, si existe el mínimo indicio de duda, sin importar lo insignificante que sea, tendrás que hacer ese último sacrificio para averiguarlo. El respeto por lo que tu crees que es correcto es tu debilidad".
Napoleón Solo es un optimista compulsivo. Por su mente rara vez, por no decir nunca, se cruza la posibilidad de no tener éxito en lo que se propone llevar adelante. También que siempre mantiene su cabeza fría, a diferencia de su compañero Kuryakin, Solo nunca demuestra enojos o furia, por el contrario, siempre mantiene su temple a pesar de la adversidad. El doblaje al español estuvo a cargo de Julio Lucena. El actor Robert Vaughn, falleció de Leucemia aguda a los 83 años el 11 de noviembre de 2016.